# الانتكاس

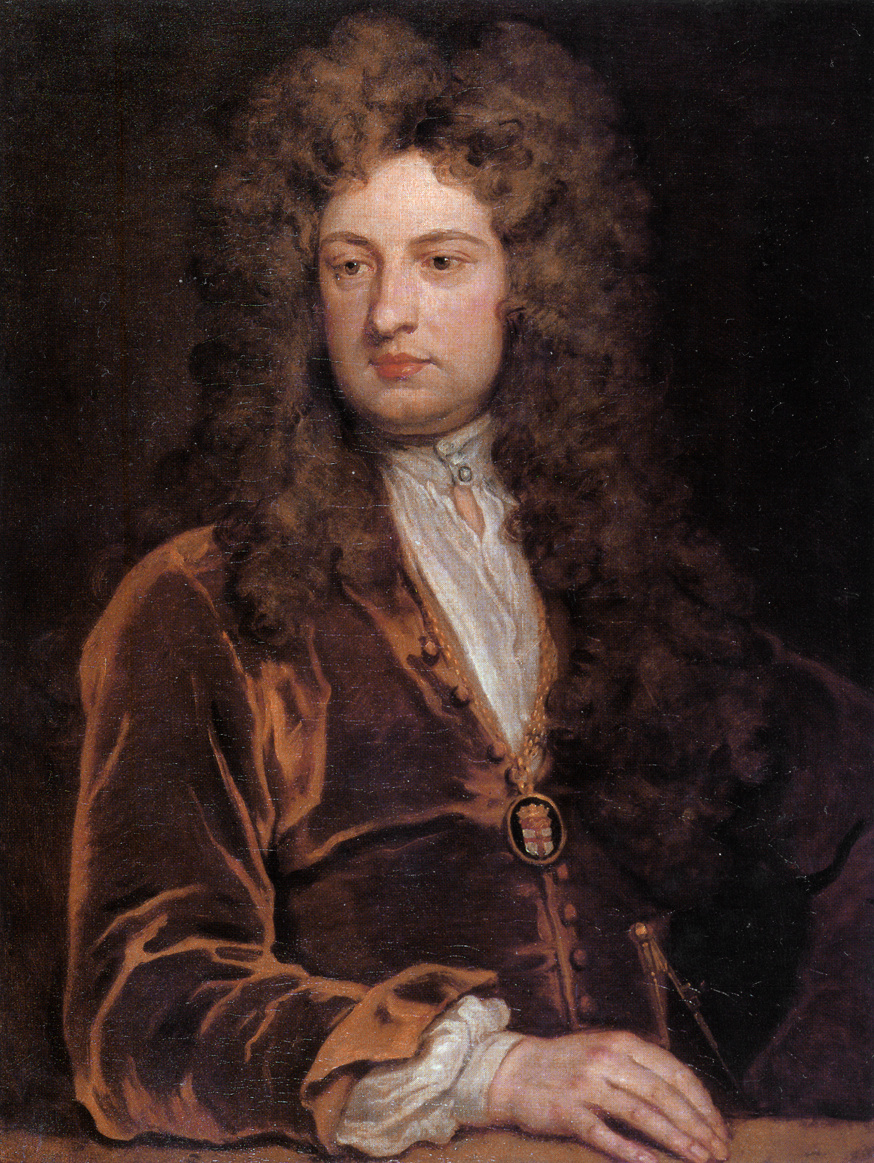
جون فانبرة (1664-1726)، مؤلف «الانتكاس»

الانتكاس أو الفضيلة في خطر هو إحياء كوميدي من عام 1696 كتبه جون فانبره. المسرحية هي تتمة ل كولي سيبر في تحول الحب الماضي، أو، كذبة في الأزياء.